# Ó Flaithbheartaigh
O'Flaherty (irlandés medio: Ó Flaithbheartaigh; irlandés moderno: Ó Flaithearta), es un clan gaélico irlandés cuya sede principal es el de Condado Galway. El nombre del clan se originó en el siglo X derivado de su fundador Flaithbheartach mac Eimhin. Descienden por línea paterna de Uí Briúin Seóla, de los Connachta. Fueron originalmente reyes de Maigh Seóla y Muintir Murchada y como miembros de los Uí Briúin eran parientes de los Ó Conchubhair y Mac Diarmada entre otros. Después de que su rey Cathal mac Tigernán perdiera ante Áed en Gai Bernaig en el siglo XI, la dinastía emigró a Iar Connacht, un territorio asociado con el actual Connemara. Gobernarían hasta  el siglo XVI.

## Convenciones de nombre
| Varón              | Hija (Largo)               | Hija (Corto)         | Mujer (Largo)             | Mujer (Corto)        |
| ------------------ | -------------------------- | -------------------- | ------------------------- | -------------------- |
| Ó Flaithbheartaigh | Iníon Uí Fhlaithbheartaigh | Ní Fhlaithbheartaigh | Bean Uí Fhlaithbheartaigh | Uí Fhlaithbheartaigh |
| Ó Flaithearta      | Iníon Uí Fhlaithearta      | Ní Fhlaithearta      | Bean Uí Fhlaithearta      | Uí Fhlaithearta      |

## Visión general
Este apellido gaélico se escribe como "Ua Flaithbertach" (nominativo) o "Ua Flaithbertaig" (genitivo) en irlandés antiguo y en textos en irlandés Medio. En irlandés moderno el apellido es habitualmente transcrito como Ó Flatharta.
El apellido es traducido habitualmente como "príncipe brillante". "O" o Ó proviene de Ua, designando "nieto"  o "descendiente" de un (importante) miembro de clan. El prefijo es a menudo anglificado como O', utilizando un apóstrofo en vez del irlandés síneadh fada: "'".
Maigh Seóla fue el dominio O'Flaherty más antiguo, al este de Lough Corrib en el reino de Connacht, la provincia más occidental de la Isla de Irlanda (irlandés: Éire).
El Ó Flaithbertaighs son una rama de la dinastía Muintir Murchada, llamada así por Murchadh mac Maenach (muerto 891), Rey del Uí Briúin Seóla. Murchadh fue uno de los reyes más antiguos de la región. La familia principal de esta dinastía tomaría el apellido Ó Flaithbheartaigh (O'Flaherty) a partir del siglo XI.
En Ulster, la F se aspira por lo que el nombre es anglificado como Laverty etc.

## Reyes de Magh Seóla

Irlanda en 1450

Los Uí Briúin Seóla eran una de las ramas importantes de los podersos Uí Briúin, que se había convertido en fuerza dominante en Connacht en el siglo VIII. Las genealogías listan dos hijos de Murchadh mac Maenach: Urchadh y Urumhain. Urchadh mac Murchadh, Rey de Maigh Seóla (también listado como rey de Iarthair Connacht, murió 945, en el Libro de Ballymote del siglo XIV) era padre de Bé Binn inion Urchadh, Princesa de Uí Briúin Seóla y Reina de Thomond (comienzos del siglo X). Bé Binn se casó con Cennétig mac Lorcáin de Thomond para producir un hijo que sería el Rey Supremo de Irlanda Brian Bóruma mac Cennétig, conocido en inglés como Brian Boru (c. 941–23 de abril de 1014). Brian rompió el casi monopolio cercano de los Uí Néill sobre el título de Rey Supremo y luchó para unir Irlanda como un único pueblo bajo un rey nativo. Su padre, Cennétig mac Lorcáin de Thomond, fue uno de los dirigentes principales de la resistencia ante las incursiones Vikingas.
La hermana de Bé Binn Creassa inion Urchadh fue la esposa del rey Tadg mac Cathail de Connacht, mientras su hermana, Caineach inion Urchadh, se casó con el antepasado de los Clann Coscraig Uí Briúin Seóla. Su hermano, Donnchadh mac Urchadh sucedió a su padre como Rey de Maigh Seóla (943–959).
Al igual que los Uí Briúin Seóla, los Uí Briúin Ai fueron otra rama destacada de los Uí Briúin, de la que descendieron los reyes Ua Conchobair (O'Connor), incluyendo al último rey supremo de Irlanda, Ruaidrí Ua Conchobair.
La línea de la familia Ó Flaithbertaigh se remonta hasta Brión mac Echach Muigmedóin, Rey de Connacht, y medio hermano de Niall de los Nueve Rehenes. Su padre, Eochaid Muigh Meadhoin mac Muiredach, fue, según leyenda, el 122.º Rey Supremo de Irlanda y era descendiente directo de Galamh Milesius (c. 1763 a. C. – c. 1699 a. C.). La línea de sangre de Galamh Milesius produjo reyes en sucesión durante más de 3.000 años. La corona comenzó a transmitirse a descendientes directos a partir de Érimón mac Míl Espáine, 2.º Rey Supremo e hijo de Galamh Milisius.

## El primer Ó Flaithbertaigh
En Connacht el primero en llevar ese nombre fue Muireadhach ua Flaithbheartach, rey de Maigh Seóla, que murió en 1034. Se informa de que tuvo tres hijos – Ruaidhrí de Lough Cimbe, Donagh Aluinn y Aedh. De Ruaidhrí y Donagh descenderían los O'Flahertys de Connemara oriental y occidental.

## Exiliados por los Reyes de Connacht
En los Anales de los Cuatro Maestros, se dice que Rúaidhri Ua Flaithbheartaigh, Rey de Iar Connacht, murió en la batalla de Glen Patrick en 1061 (según el Libro de Ballymote en 1062). Los Anales dicen:
- Maidhm Glinne Pattraicc ria n-Aodh Ua Conchobhair for Iarthair Connacht, en ro mudhaighith ile im Ruaidhri Ua Flaithbheartaigh, tigherna Iarthair Connacht, & ro dicendadh é, & ruccadh un ceann co Cruachain Chonnacht iar sraoineadh para mac Aodha mic Ruaidhri./La victoria de Gleann-Phadraig fue obtenida por Aedh Ua Conchobhair sobre las personas de Iar Connacht (Connacht occidental), donde muchos murieron, junto con Ruaidhri. O'Flaithbheartaigh, señor de Iar Connacht, fue decapitado, y su cabeza fue llevada a Cruachain en Connacht, después de que el hijo de Aedh, hijo de Ruaidhri, fuera derrotado.

El año siguiente registra que Tadhg, hijo de Aedh Ua Conchobhair (O'Connor), fue "muerto por el hijo de Aedh, hijo de Ruaidhri (ie O'Flahertys), y el pueblo de Iar Connacht." A partir de entonces, la familia fue expulsada a Iar Connacht, y los Reyes de Connacht tomaron los territorios ancestrales de Ua Flaithbheartaigh para ellos.
Aedh Ua Flaithbheartaigh, (Rey de Iar Connacht, m. 1079) fue el tercer portador del apellido Ua Flaithbheartaigh en gobernar sobre el Muintir Murchada. Aedh murió en 1079 por Ruaidrí na Saide Buide (Ruaidrí Ua Conchobair, anglificado como Roderic O'Connor, m. 1118), que fue cegado por Flaithbertaigh Ua Flaithbertaigh (Flaherty O'Flaherty), Rey de Iar Connacht, en 1092.

## Flaithbertaigh Ua Flaithbertaigh, Rey de Connacht
Crichaireacht cinedach nduchasa Muintiri Murchada es un tratado que lista las familias principales y sus propiedades del Muintir Murchada en el reinado de su señor, Flaithbertaigh Ua Flaithbertaigh, rey  de Iar Connacht desde 1091 hasta su muerte en 1098. Tomó el reinado de Connacht en 1092 tras cegar al Padrino de sus hijos, el rey Ruaidrí na Saide Buide. Fue asesinado por los hijos de Ruaidri en 1098.

## Reyes de Iar Connacht
El siguiente rey de Iar Connacht, Muireadhach Ua Flaithbheartaigh (m. 1121), y sus descendientes, permanecieron leales a los Ó Conchobair.
Antes del finales del siglo XIII, el clan Ó Flaithbertaigh dominaban todo el territorio de Iar Connacht, desde las riberas occidentales de Lough Corrib a las orillas del Atlánticos. En los años 1230, los Normandos invadieron Irlanda y tomaron Galway. Se prohibió a los nativos irlandeses entrar libremente en la ciudad. En el siglo XVI, los Ó Flaithbertaigh construyó una casa torre llamada Aughnanure Castle, que aparece en un sello irlandés y es ahora propiedad histórica nacional y destino turístico.

## Lema y escudo
El motto del clan es Fortuna Favet Fortibus, o "la fortuna Favorece el Valiente" que puede tener su inspiración en la Eneida de Virgilio. El escudo de Ó Flaithbertaigh describe "dos lagartos o dragones rojos rampantes combatiendo, apoyando una mano diestra roja, cortada en las muñecas, con base en un bote negro con ocho remos". Los dos lagartos rojos o dragones son a menudo confundidos con leones de la tradición heráldica inglesa. A menudo aparece una salamandra gris o verde en un casco negro o gris por encima del escudo de armas.
Sin embargo, se sabe poco de la tradición heráldica irlandesa comparada con la inglesa, aunque el uso de banderas y estandartes por los irlandeses es regido en textos irlandeses como los Anales de los Cuatro Maestros.

## Ó Flaithbertaighs destacados

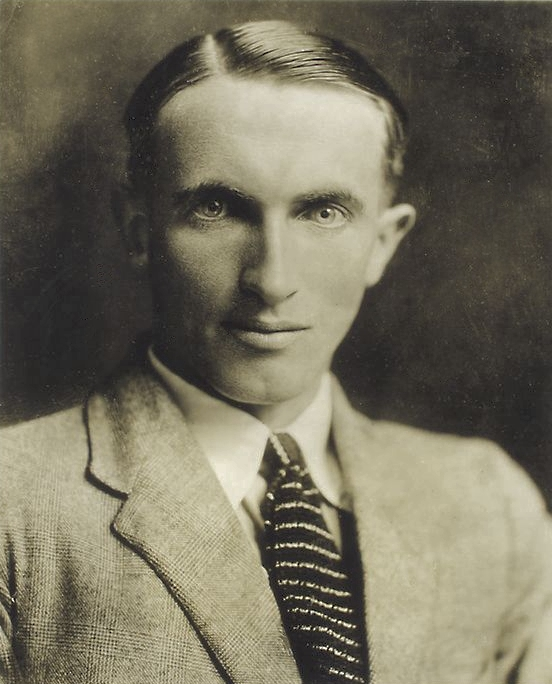
Liam Ó Flaithearta.

- Muireadhach ua Flaithbheartach, Rey de Maigh Seóla, muerto en 1034.
- Murchadh Un Chapail Ua Flaithbheartaigh, Rey de Maigh Seóla/Iar Connacht, muerto en 1036.
- Rúaidhri Ua Flaithbheartaigh, Rey de Iar Connacht, muerto en 1061.
- Flaithbertaigh Ua Flaithbertaigh, Rey de Connacht, muerto en 1098.
- Conchobhar Ua Flaithbheartaigh, Rey de Iar Connacht, muerto en 1132.
- Áedh Mór Ó Flaithbheartaigh, muerto en 1236.
- Murchad Ua Flaithbertaig, Obispo de Annaghdown, c. 1202–1241.
- Morogh Ó Flaithbheartaigh, Rey de Iar Connacht y Jefe del Nombre, fl. 1244.
- Ruaidhri Ó Flaithbheartaigh, Rey de Iar Connacht y Jefe del Nombre, fl. 1244@–1273.
- Áedh Ó Flaithbheartaigh, Taoiseach de Iar Connacht y Jefe del Nombre, fl. c. 1377?–1407.
- Dónal "Un Chogaidh" Ó Flaithbheartaigh (Donal de la Batalla), también conocido como Donall an Cullagh (El Gallo).[1] Casado con Grace O'Malley ("Granuaile"), y tánaiste (heredero) al título de Ó Flaithbheartaigh.
- Murrough na dTuadh Ó Flaithbheartaigh, Jefe del Nombre, muerto en 1593.
- Teige Ó Flaithbheartaigh, warlord, muerto en  1589.
- Ruaidhrí Ó Flaithbheartaigh, autor e historiador, muerto en  1720.
- Eamonn Laidir Ó Flaithbertaigh, jacobita, muerto en 1749.
- Edmund O'Flaherty, irlandés M.P., fl. 1854.
- Maidhc Ó Flaithearta, miembro de la Liga de Tierra Nacional irlandesa, fl. 1882.
- Oscar Fingal O'Flahertie Wills Wilde 16 de octubre de 1854– 30 de noviembre de 1900, poeta y escritor irlandesé
- Liam O'Flaherty (Liam Ó Flaithearta 28 Aug 1896 – 7 Sep 1984) novelista y escritor de cuentos.
- Monseñor Hugh O'Flaherty, La Pimpinela Escarlata del Vaticano.
- Colman O'Flaherty, condecorado con la Cruz de los Servicios Distinguidos.
- Michael O'Flaherty, Director de la Agencia de Derechos fundamentales de Unión Europea, abogado de derechos humanos.
- Tom Sailí Ó Flaithearta, actor.
- Patrick O'Flaherty, Alcalde de Galway 1964–1965 y 1973–1975.
- Bridie O'Flaherty, Alcalde de Galway 1980–1981 y 1985–1986.
- Terry O'Flaherty, Alcalde de Galway 2003–2004.
- Maire Eilis Ní Fhlaithearta, actriz y modelo.
- Fionnuala Ní Fhlatharta, actriz, Ros na Rún.
- Eric O'Flaherty, jugador americano de béisbol.
- Jake O'Flaherty, Comentarista de Rugby de Nueva Zelanda

### Flahertys
- Honor Flaherty (muerto 1848) víctima de la Hambruna irlandesa
- Robert J. Flaherty (1884-1951), director de cine
- James Louis Flaherty (1910-1975), obispo católico americano
- Michael John Flaherty (1917-1992), deportista
- Francis C. Flaherty (1919-1941), condecorado con la Medalla americana de Honor
- Joseph A. Flaherty Jr. (nacido en 1930 o 1931), ejecutivo de ingeniería americana
- Joe Flaherty (nacido 1941), actor americano
- Jim Flaherty (1949-2014), Parlamentario canadiense, Ministro Federal de Finanzas
- Vincent Flaherty (activo 1958-), productor americano, artista grabador, escritor, y activista político
- Mary Pat Flaherty (nacido 1955), periodista americano
- Thomas J. Flaherty (nacido 1963), condecorado con la Medalla Scott de la Garda Síochána
- Michael F. Flaherty (nacido 1969), político americano
- Ryan Flaherty (nacido 1986), jugador de béisbol americano
- Daniel Flaherty (nacido 1993), actor americano